# Živko (priimek)
Živko je priimek več znanih Slovencev:
- Anica Živko (*1963), gorska tekačica
- Avgust Živko (? - 1977), glasbeni pedagog (šolnik)
- Romeo Živko (*1962), atlet, krosist, trener
- Žiga Živko (*1995), nogometaš